# Ахманов, Александр Сергеевич
Алекса́ндр Серге́евич Ахма́нов (7 августа 1893 — 6 июня 1957, Москва) — советский философ, логик, историк философии.

## Биография
Окончил юридический факультет Московского университета (1916), ученик Б. П. Вышеславцева и И. А. Ильина. С 1919 года преподавал философию и отдельные философские дисциплины (логику и эстетику) в Костромском университете и в Московском институте слова.
В 1923 году избран в Российскую академию художественных наук (с 1927 года — Государственная академия художественных наук), членом которой был вплоть до 1929 года.
В 1922—1946 годах работал юрисконсультом в различных государственных учреждениях, в 1946—1947 годах заведовал кабинетом теории государства Академии общественных наук при ЦК ВКП(б).
В 1947 году в связи с возобновлением преподавания логики в СССР приглашён на философский факультет МГУ (где преподавал логику, историю логики и историю философии до 1955 года) и в Московский областной педагогический институт.
Автор трудов по теории и истории логики, истории философии, философии права.
Был женат на лингвисте О. С. Ахмановой. Сын — физик С. А. Ахманов. После смерти Александра Сергеевича семья передала в дар Московскому университету его личную библиотеку: около 1500 книг по философии, психологии, праву, славяноведению, античной литературе, языкознанию. В настоящий момент библиотека Ахманова хранится в Отделе редких книг и рукописей Научной библиотеки МГУ им. М. В. Ломоносова.

## Труды
- Эпикур // Лукреций. О природе вещей. — Т.2. — М.—Л, 1947
- Формы мысли и правила логики // Учёные записки Московского областного педагогического института. — 1954. — Т.23., Вып. 1
- Логическое учение Аристотеля // Учёные записки Московского областного педагогического института. — 1954. — Т.24., Вып. 2
- Греческая философия от её зарождения до Платона // История греческой литературы. Т.2. — М., 1955
- Платон // История греческой литературы. — Т.2. — М., 1955
- Аристотель // История греческой литературы. — Т.2. — М., 1955
- Формы мысли и законы формальной логики // Вопросы логики. — М., 1955
- Логические формы и их выражение в языке // Мышление и язык. — М., 1957
- О содержании некоторых основных терминов «Поэтики» Аристотеля // Аристотель. Об искусстве поэзии. — М., 1957
- Логическое учение Аристотеля. — М., 1960 (2-е изд.: М., 2002)
- Гражданская свобода. — М., 1971
- Интеллектуальная интуиция и эстетическое созерцание // Антология феноменологической философии в России. — Т.2. — М., 2000